# Shigetoshi Hasebe
Shigetoshi Hasebe (長谷部 茂利, Hasebe Shigetoshi) est un footballeur japonais né le 23 avril 1971 devenu entraîneur.

## Statistiques

### En club
| Saison                | Club                  | Championnat           | Championnat | Championnat | Coupe nationale | Coupe nationale | Coupe de la Ligue | Coupe de la Ligue | Supercoupe | Supercoupe | Total | Total |
| Saison                | Club                  | Division              | M.          | B.          | M.              | B.              | M.                | B.                | M.         | B.         | M.    | B.    |
| 1994                  | Verdy Kawasaki        | J1 League             | 20          | 1           | -               | -               | 1                 | 0                 | -          | -          | 21    | 1     |
| 1995                  | Verdy Kawasaki        | J1 League             | 28          | 2           | -               | -               | -                 | -                 | 1          | 0          | 29    | 2     |
| 1996                  | Verdy Kawasaki        | J1 League             | 5           | 0           | -               | -               | -                 | -                 | -          | -          | 5     | 0     |
| 1997                  | Verdy Kawasaki        | J1 League             | 7           | 0           | -               | -               | 6                 | 2                 | 0          | 0          | 13    | 2     |
| Sous-total            | Sous-total            | Sous-total            | 60          | 3           | 0               | 0               | 7                 | 2                 | 1          | 0          | 68    | 5     |
| 1998                  | Vissel Kobe           | J1 League             | 31          | 1           | -               | -               | 2                 | 0                 | -          | -          | 33    | 1     |
| 1999                  | Vissel Kobe           | J1 League             | 27          | 1           | -               | -               | 2                 | 0                 | -          | -          | 29    | 1     |
| 2000                  | Vissel Kobe           | J1 League             | 25          | 0           | 2               | 0               | 4                 | 0                 | -          | -          | 31    | 0     |
| Sous-total            | Sous-total            | Sous-total            | 83          | 2           | 2               | 0               | 8                 | 0                 | 0          | 0          | 93    | 2     |
| 2001                  | JEF United Chiba      | J1 League             | 24          | 1           | -               | -               | 5                 | 0                 | -          | -          | 29    | 1     |
| 2002                  | JEF United Chiba      | J1 League             | 16          | 0           | 1               | 0               | 4                 | 0                 | -          | -          | 21    | 0     |
| 2003                  | JEF United Chiba      | J1 League             | -           | -           | -               | -               | 1                 | 0                 | -          | -          | 1     | 0     |
| Sous-total            | Sous-total            | Sous-total            | 40          | 1           | 1               | 0               | 10                | 0                 | 0          | 0          | 51    | 1     |
| Total sur la carrière | Total sur la carrière | Total sur la carrière | 183         | 6           | 3               | 0               | 25                | 2                 | 1          | 0          | 212   | 8     |

### En tant que entraîneur
| Saison                   | Club                     | Championnat              | Championnat | Championnat | Championnat | Championnat | Coupe nationale | Coupe nationale | Coupe nationale | Coupe nationale | Compétition(s) continentale(s) | Compétition(s) continentale(s) | Compétition(s) continentale(s) | Compétition(s) continentale(s) | Compétition(s) continentale(s) | Total | Total | Total | Total | % Victoires |
| Saison                   | Club                     | Division                 | M           | V           | N           | D           | M               | V               | N               | D               | C                              | M                              | V                              | N                              | D                              | M     | V     | N     | D     | % Victoires |
| ------------------------ | ------------------------ | ------------------------ | ----------- | ----------- | ----------- | ----------- | --------------- | --------------- | --------------- | --------------- | ------------------------------ | ------------------------------ | ------------------------------ | ------------------------------ | ------------------------------ | ----- | ----- | ----- | ----- | ----------- |
| 2016                     | JEF United Chiba         | J2 League                | 17          | 5           | 5           | 7           | 3               | 2               | 0               | 1               | -                              | -                              | -                              | -                              | -                              | 20    | 7     | 5     | 8     | 35%         |
| 2018                     | Mito HollyHock           | J2 League                | 42          | 16          | 9           | 17          | 2               | 0               | 1               | 1               | -                              | -                              | -                              | -                              | -                              | 44    | 16    | 10    | 18    | 36,36%      |
| 2019                     | Mito HollyHock           | J2 League                | 42          | 19          | 13          | 10          | 2               | 1               | 0               | 1               | -                              | -                              | -                              | -                              | -                              | 44    | 20    | 13    | 11    | 45,45%      |
| Total au Mito HollyHock  | Total au Mito HollyHock  | Total au Mito HollyHock  | 84          | 35          | 22          | 27          | 4               | 1               | 1               | 2               | -                              | -                              | -                              | -                              | -                              | 88    | 36    | 23    | 29    | 40,90%      |
| 2020                     | Avispa Fukuoka           | J2 League                | 42          | 25          | 9           | 8           | -               | -               | -               | -               | -                              | -                              | -                              | -                              | -                              | 42    | 25    | 9     | 8     | 59,52%      |
| 2021                     | Avispa Fukuoka           | J1 League                | 38          | 14          | 12          | 12          | 8               | 3               | 2               | 3               | -                              | -                              | -                              | -                              | -                              | 46    | 17    | 14    | 15    | 36,95%      |
| 2022                     | Avispa Fukuoka           | J1 League                | 34          | 9           | 11          | 14          | 16              | 9               | 2               | 5               | -                              | -                              | -                              | -                              | -                              | 50    | 18    | 13    | 19    | 36%         |
| 2023                     | Avispa Fukuoka           | J1 League                | 34          | 15          | 6           | 13          | 16              | 12              | 1               | 3               | -                              | -                              | -                              | -                              | -                              | 50    | 27    | 7     | 16    | 54%         |
| 2024                     | Avispa Fukuoka           | J1 League                | 38          | 12          | 14          | 12          | 4               | 1               | 1               | 2               | -                              | -                              | -                              | -                              | -                              | 42    | 13    | 15    | 14    | 30,95%      |
| Total à l'Avispa Fukuoka | Total à l'Avispa Fukuoka | Total à l'Avispa Fukuoka | 186         | 75          | 52          | 59          | 44              | 25              | 6               | 13              | -                              | -                              | -                              | -                              | -                              | 230   | 100   | 58    | 72    | 43,47%      |
| 2025                     | Kawasaki Frontale        | J1 League                | 12          | 4           | 6           | 2           | -               | -               | -               | -               | ACLE                           | 6                              | 5                              | 0                              | 1                              | 18    | 9     | 6     | 3     | 50%         |
| Total sur la carrière    | Total sur la carrière    | Total sur la carrière    | 299         | 119         | 85          | 95          | 51              | 28              | 7               | 16              | -                              | 6                              | 5                              | 0                              | 1                              | 356   | 152   | 92    | 112   | 42,69%      |